# کریس مکیز
کریس مکیز (انگلیسی: Chris Makiese؛ زادهٔ ۱۴ اکتبر ۱۹۸۷) بازیکن فوتبال اهل فرانسه است.
از باشگاه‌هایی که در آن بازی کرده‌است می‌توان به باشگاه فوتبال رویال یونیون سنت ژیل، باشگاه فوتبال لیل، باشگاه فوتبال رویال شارلوا، و باشگاه فوتبال زولته وارخم اشاره کرد.